# Marvel Super Heroes
Marvel Super Heroes (яп. マーヴル・スーパーヒーローズ Māvuru Sūpā Hīrōzu) — компьютерная игра в жанре файтинга 1995 года, разработанная японской компанией Capcom на базе системы CP System II и выпущенная для аркадных автоматов. В конце 1997 года была портирована на игровые приставки Sega Saturn и PlayStation.
В основу сюжета Marvel Super Heroes легла ограниченная серия комиксов американского издательства Marvel Comics The Infinity Gauntlet. Это вторая игра в жанре файтинга от Capcom с участием персонажей Marvel после X-Men: Children of the Atom. Её игровой процесс и стилистика использовались в проектах серии Marvel vs. Capcom. Игра получила смешанные отзывы. В сентябре 2012 года Capcom переиздала её и Marvel vs. Capcom: Clash of Super Heroes в рамках сборника Marvel vs. Capcom Origins для PlayStation 3 и Xbox 360.

## Игровой процесс

Скриншот игрового процесса

Marvel Super Heroes — файтинг, в котором супергерои и суперзлодеи вселенной Marvel сражаются за могущественные артефакты Камни Бесконечности: с их помощью главный антагонист игры Танос планирует захватить вселенную.
В сражениях персонажи используют обычные атаки и специальные способности. Победу одерживает герой, который первым опустошит очки здоровья противника. На протяжении всего матча накапливается счётчик Infinity Combo, открывающий доступ к более мощным приёмам. Также игрок может использовать шесть Камней Бесконечности — Силу, Время, Пространство, Реальность, Душу и Разум —, которые он приобретает в случае победы над оппонентами в режиме «Аркады» или при выполнении определённых условий в режиме «Противостояния». Эти Камни на короткое время предоставляют специальные бонусы, такие как повышенную силу и защиту, восстановление здоровья или дополнительные атаки. Некоторые бойцы получат особые преимущества при использовании конкретных камней: например, с помощью Камня Силы Человек-паук создаёт двойника на противоположной стороне поля боя, в результате чего противник получает двойной урон.
1. ↑  Секретный персонаж в оригинальной японской версии, которого можно разблокировать в более поздних портах[3]
2. ↑  Разблокируемый босс[4]

## Разработка
Во время разработки Marvel Super Heroes представители Capcom добавили в игру четырёх наиболее популярных персонажей X-Men: Children of the Atom: Росомаху, Джаггернаута, Магнето и Псайлок.
В 1996 году, во время игровой выставки Electronic Entertainment Expo Capcom анонсировала выход игры на домашних консолях. В версии для Saturn использовался игровой картридж, содержащий 1 МБ оперативной памяти, благодаря которому была увеличена кадровая частота, а скорость загрузочного экрана — уменьшена.

## Восприятие и наследие
| Сводный рейтинг      | Сводный рейтинг | Сводный рейтинг | Сводный рейтинг |
| Издание              | Оценка          | Оценка          | Оценка          |
| Издание              | Аркады          | PS              | Saturn          |
| -------------------- | --------------- | --------------- | --------------- |
| GameRankings         |                 | 69%             | 77%             |
| Иноязычные издания   |                 |                 |                 |
| Издание              | Оценка          | Оценка          | Оценка          |
| Издание              | Аркады          | PS              | Saturn          |
| CVG                  | 5/5             | [ 12 ]          | [ 12 ]          |
| Edge                 |                 |                 | 8/10            |
| EGM                  |                 | 28.5/40         | 30.5/40         |
| Famitsu              |                 | 28/40           | 29/40           |
| GameFan              |                 |                 | 269/300         |
| Game Informer        | 9.25/10         |                 | 8.75/10         |
| GameRevolution       |                 |                 | B               |
| GamesMaster          |                 |                 | 90%             |
| GameSpot             |                 | 5.6/10          | 5.8/10          |
| IGN                  |                 | 7/10            |                 |
| Next Generation      | [ 28 ]          |                 | [ 29 ]          |
| Sega Saturn Magazine |                 |                 | 95%             |

В номере от 15 декабря 1995 года японского журнала Game Machine Marvel Super Heroes заняла 11-е место среди «самых успешных аркадных игр месяца».
Версия игры для аркадных автоматов получила положительные отзывы критиков. Британское издание Computer and Video Games поставило ей 5 баллов из 5. Редакция американского журнала о компьютерных играх Next Generation поставила игре три звезды из пяти и заявила, что «сочетание множества комбо-атак с плавной анимацией позволяют ей конкурировать с некоторыми известными файтингами». Также представители редакции похвалили набор персонажей Marvel и двухмерную графику, которые выделяли игру на фоне файтингов с полигональными бойцами. К числу сильных сторон игры Wizard отнёс «великолепную графику, сложный игровой процесс и множество приёмов, бросков и контратак».
Хотя игровые журналисты положительно отзывались о детализированных спрайтах версии для Saturn, они сетовали на периодические зависания, возникающие в результате использования платы расширения RAM или при появлении на экране более крупных бойцов. Обозреватель GamePro назвал игру «превосходным портом версии для аркадных автоматов». Рич Лидбеттер из Sega Saturn Magazine похвалил версию для Saturn за сохранение визуальной составляющей аркадной версии и заявил, что «Marvel Super Heroes возвращает престиж двухмерной графики». С другой стороны, в рецензиях на версии для Saturn и PlayStation рецензент GameSpot Джефф Герстманн заключил: «В то время как аркадная игра была прорывной, эта версия показалась мне скучной и унылой. Возможно дело в самом портировании или же Capcom попросту выпустила более качественные файтинги после Marvel». Мнения четырёх обозревателей Electronic Gaming Monthly разделились: Sushi-X и Джон Риккарди высоко оценили версию для Saturn, а Келли Рикардсу и Дэну Хсу она показалось сносной. Несмотря на положительную оценку улучшенной графики, представители Next Generation считали, что игровой процесс не продвинулся далеко вперёд по сравнению с предыдущими проектами Capcom: «не знакомые с серией игроки могут попробовать [поиграть в эту игру], однако ветеранам вероятно стоит дождаться выхода легендарной X-Men vs. Street Fighter в конце года».
Большинство критиков считало версию для PlayStation хуже версии для Saturn, так как последняя реже провисала и обладала большей частотой кадров. GamePro поставил версии для PlayStation более низкую оценку, чем версии для Saturn и отметил, что консоль Sony не воспроизводит двухмерную графику так же хорошо, как приставка Sega. В своих обзорах четверо рецензентов EGM также отдали предпочтение версии для Saturn. Хотя Герстманн признал, что реплики персонажей звучат более качественно в версии для PlayStation, по его мнению версия для Saturn получилась «немного лучше».
В 2013 году Marvel Super Heroes заняла 16-е место в списке «лучших компьютерных игр по мотивам Marvel Comics» по версии журнала Geek Magazine; редакция отметила «хаотичный, но в то же время безумно увлекательный игровой процесс». В том же году Рич Найт и Гас Тернер из Complex включили её в свой список «25 лучших двухмерных файтингов всех времён» и заявили: «механика сбора драгоценных камней стала изюминкой игры, благодаря которой она по-прежнему кажется чем-то свежим».
В сентябре 2012 года Marvel Super Heroes и Marvel vs. Capcom: Clash of Super Heroes были переизданы в составе сборника Marvel vs. Capcom Origins. В 2019 году Marvel и Arcade1Up перевыпустили Marvel Super Heroes, X-Men: Children of the Atom и The Punisher на новых аркадных автоматах. В июне 2024 года Capcom включила Marvel Super Heroes в состав сборника Marvel vs. Capcom Fighting Collection: Arcade Classics, выход которого состоялся в сентябре того же года.